# Kesarijadži
Kesarijaji Tirth ali tempelj Rišabhdeo je džainistični tempelj v mestu Rišabhdeo v okrožju Udaipur v indijski zvezni državi Radžastan. Tempelj velja za pomembno romarsko središče džainistične sekte Digambara in Śvētāmbara.

## Zgodovina
Tempelj je bil zgrajen leta 874 n. št. (VS 931) med vladavino Ravala Khujana, vladarja Mevarja. Tempelj je prejel pokroviteljstvo bogatih trgovcev, saj stoji ob pomembni trgovski poti od obale do države Mevar. Napis iz leta 1422 n. št. kaže, da so bil tempelj popravljen in prenovljen med 14. in 15. stoletjem. Od 14. stoletja je bil zgodovinski konflikt glede nadzora nad tem templjem med člani skupnosti Digambara, Śvētāmbara in hindujci, ki je temeljil na odnosih z vladarji Mevarja.
Ačarja Šantisagar (prvi Ačarja (preceptor) in vodja svoje sekte v 20. stoletju) je bil posvečen kot kšulak (mlajši digambarski džainistični menih) pri Kesarijajiju pred podobo Rišabhanatha leta 1922 n. št.

## Odkritje idola
Glavni idol templja, popularno znan kot Kesarijaji, je 1,05 metra visok črn kamnit idol Adinatha ali Rišabhanatha v lotosovem položaju.
Ikonični idol gospoda Rišabhanatha, glavnega božanstva romarskega templja, je bil najden med izkopavanjem. Rejec mleka Bhil je opazil, da je ena od njegovih krav vedno brez mleka. Ko je lastnica krave vsak dan izlivala mleko na gomilo blizu vasi Čandanpur. Lastnika te krave in vaščane je to presenetilo. Kopo so prekopali. Vaščani so se posvetili izgradnji majhne koče nad idolom, kjer je bil idol najden. Kraj je zdaj znan kot paglia-dži ali čharan čatri.

## Arhitektura
Tempelj ima okrašeno arhitekturo. Ima veliko kupolasto strukturo kot glavno svetišče s kupolastimi 52 podsvetišči vzdolž osi glavnega svetišča. Na poti parikrama so idoli Čarbhudža (štiriroki) Višnu, Paršvanatha, Somnath Šiva. Stebrna veranda prikazuje Nava čovki (devet sedežev) z idoli Adžitnatha, Sambhavanatha, Sumatinatha in Neminatha. Osi stebrov so bogato izrezljane. Šikara templja je okronana z amalako. Tempelj ima tudi bogato izrezljano torano.

## O templju
Tempelj velja za pomembno romarsko središče sekte džainizma in hindujcev Digambara in Śvētāmbara. Malik templja je 1,05 metra visok, črn kamnit idol Rišabhanatha, ki ga častijo tako vaišnave kot džainisti. Kesarijaji je ime idola Rišabhanatha v templju. Ime izhaja iz primera, ko moški ponudi kesar (v prevodu žafran), ki je enak teži njegovega sina, ko se mu izpolni želja po otroku. Po drugi legendi je brahmin nekoč vrgel kovanec v idola z besedami »če imaš kaj moči, mi jo boš pokazal«, kovanec se je odbil nazaj in zadel brahmanovo glavo.
Malik velja za čudežnega in po džainskem prepričanju molitev k maliku izpolni želje bhakt. Žafran in venec sta obilno nanesena na idola za čaščenje. Replike Kesarijaji Rišabhanatha so priljubljene med Śvētāmbara murtipujaka. Po džainskem prepričanju jim čaščenje teh lokalnih idolov replikacije omogoča neposredno čaščenje izvornega idola. Pred glavnim svetiščem je idol Marudevi, matere Rišabhanatha, ki sedi na slonu.
Tempelj ima tudi daramšalo, opremljeno z vso sodobno opremo, vključno z bhojanalajo (restavracijo). Obstaja tempelj, znan kot Paglijaji, v katerem so odtisi stopal Rišabhanatha znotraj čhatrija.

## Konflikti
Narava templja je bila spor med Digambaro, Śvētāmbaro in hindujci. Śvētāmbara murtipujaka Ačarja Tirthavijaja si je prizadeval osvoboditi Kesarijajija izpod nadzora brahmanske skupnosti in se vrnil v džain. V skladu s sodbo sodišča se idoli častijo po tradiciji Digambara zjutraj in po tradiciji Śvētāmbara zvečer. V templju so tudi podobe hindujskih božanstev. Tempelj obiskujejo tudi člani skupnosti Bhil. Častijo le hindujske idole, razen idola Rišabhanatha. Vendar pa Rišabhanatha častijo kot Kala-dži ali Bhomia, zaščitno božanstvo zemlje in tal.

## Sejem
Tukaj je organiziran sejem ob rojstni obletnici Rišabhanatha in pritegne ogromno število bhakt (vernikov). Rath jatra (javna procesija kočij) je organizirana od glavnega templja do templja Paglijaji.

#### Web
- Cort, John E. (2000). »'Intellectual Ahiṃsā' Revisited: Jain Tolerance and Intolerance of Others«. Philosophy East and West. 50 (3): 324–347. JSTOR 1400177. Pridobljeno 15. maja 2022.
- Shrimali, Krishna Mohan (2017). »The Formation of Religious Identities in India«. Social Scientist. 45 (5): 3–27. JSTOR 26380477. Pridobljeno 15. maja 2022.
- »Mandir Shri Rishabhdev Ji«. Department of Devasthan, Government of Rajasthan.
- IGNCA. »Digmber Jain Mandir« (PDF). Indira Gandhi National Centre for the Arts.